# Eremoblatta
Eremoblatta är ett släkte av kackerlackor. Eremoblatta ingår i familjen Polyphagidae.
Kladogram enligt Catalogue of Life:
| Eremoblatta | \| \| Eremoblatta hirsuta \| \| \| \| \| \| Eremoblatta subdiaphana \| \| \| \| |
|             | \| \| Eremoblatta hirsuta \| \| \| \| \| \| Eremoblatta subdiaphana \| \| \| \| |
|             | Eremoblatta hirsuta                                                             |
|             |                                                                                 |
|             | Eremoblatta subdiaphana                                                         |
|             |                                                                                 |